# Edinburgh történeti kronológiája
A cikk Edinburgh-nak, Skócia fővárosának történetét mutatja be időrendben.

## 1-999
79: Britannia helytartója, Agricola eléri az Esk folyó torkolatát, a mai Inveresk területét, ahol a votadini kelta törzs élt.
1. század vége: A város területén ebből az időből római melltűket és fazekasedényeket találtak.
2. század: Állandó római erődök épülnek ki Cramond és Inveresk területén, a mai város nyugati és keleti szélénél. A két erődöt összekötő út valószínűleg a part mentén haladt.
580 körül: Ekkora teszik azt a katonai hadjáratot Edinburgh-ban (Din Eidyn), amelyet az Y Gododdin című walesi költemény örökített meg. Ebben az időben Skócia déli részének lakói is az ówalesi nyelvet beszélték, amely a mai walesi elődje. A költeményben a gododdinok királya Mynyddawc Mwynvawr volt, aki az Edinburgh-i várban székelt.
6. század: Skócia területén különböző népek élnek. Északon a piktek, messze nyugaton a skótok (írországi eredetű nép), közelebb nyugaton a britonok, délkeleten az ókori angolok.
638 körül: Edinburgh ismeretlen sereg ostroma alatt áll, a hebridai Ionán őrzött krónika alapján. Sokan úgy tartják, hogy Din Etin erődjét ekkor vesztik el a gododdin nevű, walesi nyelvű nép, és kerül a northumbriai angolok kezére, akiknek vezetője Szent Oszvald volt.
731: Tiszteletreméltó Beda szerint, aki ebben az évben fejezi be történeti munkáját, Edinburgh Northumbria része.
840-50 körül: I. Kenneth skót király (angolosan 'Kenneth MacAlpine'), a Forth folyó torkolatától északra elterülő Pikt Királyság királya meghódítja az akkori Northumbriához tartozó Lothiant, felégetve Dunbart és feltehetőleg Edinburgh-t is.
854: A hagyomány szerint az első Szent Egyed-templom alapítása, amelyről írásos bizonyíték azonban nincs.
960 körül: Indulf uralkodása idejében a skótok elfoglalják Edinburgh-t.

## 1000-1099
1018: II. Malcolm northumbriai hadjáratával biztosítja, hogy Edinburgh tartósan Skóciához kerüljön.
1074: Az Edinburgh-i vár és a város építésének kezdete III. Malcolm idejében.
1093: A magyarországi születésű Skóciai Szent Margit halála az erődben az Agned hegyen. Feltehetőleg nem sokkal a halála után épült meg a várban a Szent Margit-kápolna.

## 1100-1199
1124 vagy 1127: Az első dokumentum egy edinburgh-i egyházközség létezéséről.
1125: I. Dávid Edwinesburghra (Edinburgh egykori neve) úgy hivatkozik mint "az én városom"-ra, ebből feltételezhető, hogy Edinburgh ekkora már megkapta a királyi város címet.
1128: I. Dávid megalapítja a Holyrood-apátságot. Az ágoston-rendi kanonok szerzetesek jogot kaptak saját város kiépítésére a királyi város és az apátság között. Ez lesz később a Canongate („kanonok-kapu”) városrész.
1162: Edinburgh válik a lothiani seriff székhelyévé.

## 1200-1299
1230: II. Sándor egy domonkos-rendi monostort alapít a városban, amellyel együtt egy kórház is megnyílik.
1274: Lothian a Saint Andrews-i főesperesség része lesz.
1296: Edinburgh-t I. Edvárd idejében megszállják az angolok, és várát megerősítik. I. Edvárd elviteti a skótok koronázási kövét, a Végzet kövét, és Londonba szállíttatja, amely az azt követő 700 évben Londonban is marad. Edvárdot ezért a tettéért a „skótok pörölyének” nevezik.

## 1300-1399
1314: Az Edinburgh-i várat Thomas Randolph, Moray első grófja kalandos körülmények között, mindössze 30 emberrel foglalja el az első skót függetlenségi háború alatt.
1326-1331: Edinburgh adója az összes skót város adójának 15%-át teszi ki, ami fele az Aberdeen város által fizetett adónak.
1328: A skót függetlenséget biztosító béke aláírása.
1329: Robert de Bruce megerősíti Edinburgh városi kiváltságait és megalapítja Leith kikötőjét.
1330: Először említik a High Street és a Cowgate közti falat.
1334: Skócia elveszíti egyik fő kikötőjét, Berwicket, valamint 1335-ben Edinburgh-t is. Elkezdődik a második skót függetlenségi háború.
1341: A skótok visszaszerzik a várat az angoloktól.
1364: II. Dávid új tron (tömegmérő hely) megépítését engedélyezi.
1367: II. Dávid elkezdi a Dávid-torony építését a várban.
1371: II. Dávid váratlan halála a várban.
1376: Edinburgh-nak közel 400 háza van 2000 lakossal, és már ekkor Skócia fővárosának tartják. A vár királyi székhely.
1384: Lancaster hercege váltságdíjat erőszakol ki a fegyverszünet lejárta után.
1386: II. Róbert helyet ad a tolbooth (vámház) megépítésére.
1387: Öt új kápolnát építenek a Szent Egyed-székesegyházhoz az 1385-ös angol pusztítást követően.

## 1400-1499
1400: IV. Henrik angol király sikertelenül ostromolja a várat, amikor III. Róbert skót király visszautasítja, hogy hűbéresküt tegyen neki.
1424: I. Jakab 19 évi angol fogság után visszatér Skóciába, és Leith-ben száll partra.
1437: Edinburgh várkapitánya William Crichton, aki nem sokkal később lordkancellár lesz.
1440: A 16 éves Douglas grófját és öccsét William Crichton lefejezteti II. Jakab jelenlétében a várban.
1440-es évek: Edinburgh bonyolítja le a skót gyapjúkereskedelem 47%-át.
1449 körül: Megalakul a cipészek céhe.
1450: A város körül védőfalat építenek.
1455-1458: Megalapítják Greyfriars (szürke barátok, ferencesek) kolostorát.
1457: Az 508 mm (20") kaliberű (belső csőátmérőjű) Mons Meg ágyú megérkezik a várba (eredetileg a belgiumi Mons városában öntötték). Az aranyművesek megjelenése a városban.
1458: Edinburgh-ban székel egy a három skóciai bíróság közül.
1460 előtt: A ma már nem létező Szentháromság-templom egyetemi templom lesz.
1467-1469: A Szent Egyed-székesegyház egyetemi templom lesz. A templom így kap egy prépostot és tizennégy kanonokot.
1474-1475: A bőrcserzők és vargák megalapítják saját céhüket, melyet a városi tanács is elismer.
1477: Edinburgh mind a tizenöt piaca a High Street mentén helyezkedik el.
1479: A Leith sikátorban (Leith Wynd) megépül egy kórház.
1482: Alexander Stewart Albany hercege és Richárd Gloucesteri angol herceg elfoglalják a várat, III. Jakab skót királyt bebörtönözik, majd két hónap után szabadon engedik.
1483: Edinburgh Skócia fővárosává válik. Megalakul a The Hammermen kovácscéh.
1485: Közjegyzőség alapítása a Canongaten; a városban először jelenik meg a lakásbérlés intézménye.
1490: A ferencesek kolostora bezár.

## 1500-1599
1500: Edinburgh fizeti egész Skócia állami vámjövedelemének 60%-át.
1503: IV. Jakab feleségül veszi Tudor Margitot.
1506: A Sebészek Edinburgh-i Királyi Főiskolájának alapítása.
1507: IV. Jakab oklevélben engedélyezi az első nyomda felállítását Walter Chapmannek és Andrew Myllarnak.
1513: A flodden-mezei csatában a skótok vereséget szenvednek az angoloktól, és maga a király, IV. Jakab is elesik. A súlyos vereség hírére a város körül falat építenek. Ez a fal lesz később a Floddeni-fal, melynek maradványai ma is láthatók például a Greyfriars Kirk temetőjében. Az elkövetkező 250 évben a városiak nem építkeztek a falon kívülre. Ez okozta, hogy gyakran 8-10 emeletes házakat emeltek a városban.
1520. április 30.: "A gyalogút megtisztítása" (scotsul: Cleanse the Causey) egy utcai küzdelem volt két ellenséges klán, a Douglasok és a Hamiltonok között az edinburgh-i High Streeten. A küzdelemben a Douglasok győztek, 70 Hamiltont öltek meg.
1523: A városban 14 céh működik.
1528: V. Jakab sereggel érkezik Edinburgh-ba, hogy hatalmát így demonstrálja. Elkezdik építeni a Holyrood-palotát.
1528 és 1542 között: az edinburgh-i nyomdászat újraalapítása, királyi oklevél alapján Thomas Davidson kap jogot nyomda működtetésére.
1530: A városban 288 sörfőző van, akiket a helyiek alewives-nak hívnak (kb. kocsmáros asszony, az ale a világos sör neve).
1532: A Holyrood-apátságot királyi palotává építik át. Megépül a Court of Session, mely polgárjogi bíróság.
1534: Norman Gourlayt és David Strattont mint eretnekeket égetik meg.
1535-1556: Edinburgh Skócia adóinak 40%-át adja.
1537: Jane Douglast máglyán égetik meg.
1542: David Beaton bíborost választja meg a városi tanács vezetőjének.
1544: Hertford grófja VIII. Henrik parancsára felégeti a várost a Holyrood palotával és az apátsággal egyetemben.
1547: Az angolok pusztítanak a városban. Skócia a franciáktól kér segítséget, majd a francia seregek tartósan Skóciában is maradnak.
1558: A franciák protestáns üldözése miatt lázadás tör ki. Befejeződik a Floddeni-fal építése. Edinburgh lakossága 12 000 fő. 367 kereskedő van a városban és 400 kézműves.
1559: John Knox a Szent Egyed-székesegyház lelkésze lesz.
1560: Az angol és francia seregek az edinburgh-i béke értelmében elhagyják Skóciát.
1565: Stuart Máriát feleségül veszi Darnley ura, Stuart Henrik.
1566: David Rizziót, Stuart Mária titkárát férje, Stuart Henrik megöleti a királynő elleni összeesküvés részeként.
1567: Stuart Henriket árulása miatt James Hepburn, Bothwell 4. grófja megöleti az edinburgh-i Kirk o' Field (más néven prépost-) házban.
1569: A várost eléri az országos pestisjárvány.
1573: A Máriát támogató várőrséget a helytartó, James Douglas Morton grófja és az angol William Drury megadásra készteti.
1574: Megépül a vár Félhold-bástyája. A városban hét malom működik.
1570-es évek vége: Edinburgh-nak négy lelkésze van, az eddigi egy helyett.
1579: VI. Jakab pompás bevonulása a városba.
1580-as évek: Közel 400 kereskedő van Edinburgh-ban.
1581: James Douglast, Morton 4. grófját, kivégzik Stuart Henrik meggyilkolásában való részvétele miatt.
1582: Királyi pátenssel megalapítják az Edinburgh-i Egyetemet – ez a negyedik skóciai egyetem.
1583: Közel 500 kereskedő és ugyanennyi kézműves működik a városban, amelyek közül 250 szabó.
1586: A cserzővargák és az aranyművesek kilépnek a Hammermen céhből, és saját céhet alapítanak.
1591: Francis Stewart Hepbunt, Bothwell grófját személyi ellentét miatt VI. Jakab király boszorkánysággal és varázslással vádolja meg, és bezáratja az Edinburgh-i várba.
1592: Moray grófját meggyilkoltatja a katolikus Huntly grófja. Az első presbiteriánus népszámlálás Edinburgh-ban, mely szerint a városban közelítőleg 8000 felnőtt van, akik egyenletesen oszlanak meg a High Street északi és déli oldalán.
1593: Francis Hepburn, szökése után, elfoglalja a Holyroodhouse-palotát, és kibékül a királlyal. 1595-ben azonban távozik az országból.
1596: A presbiteriánusok felkelnek, hogy megvédjék a királyt és az egyházat a pápistáktól.

## 1600-1699
1600: Edinburgh-ba tizenkét út vezet.
1602: Megépül a Greyfriars Kirk („Szürkebarátok temploma”).
1603: Edinburgh-ban létrehozzák A Skót Posta igazgatóságát. Edinburgh másik postahivatala a Canongate-en található. William Mayne golfpályákat épít VI. Jakab királynak.
1604: A MacGregor klán urát és tizennégy másik nemest felakasztanak a Glen Fruin-i csata miatt, melyben a MacGregorok a Colquhoun klán 200-300 tagját megölték.
1610: Dalry városrészben elkezdődik az első gyárak építése.
1610-1621: Az Andrew Hart Kiadó működése, ők adják ki John Napier könyvét a logaritmusokról
1613: John Maxwellt, Maxwell 8. urát felakasztják Johnstone nemes meggyilkolásáért.
1615: Patrick Stewartot, Orkney 2. grófját lefejezik, miután kiderül, hogy VI. Jakab megbuktatására felkelést tervezett.
1617: Hatemeletesre bővítik a Gladstone's Land bérházat a Lawnmarketen, melyet eredetileg 1550-ben építettek.
1618: Néhány hétemeletes ház épül a városban. Edinburgh teljes lakossága 25 000 körül mozog, ebből körülbelül 475 kereskedő.
1619: Az uralkodó tanácsadó testülete, a Skót Titkos Tanács kötelezi a várost az utcák kitakarítására. Az 1479-ben épült kórház munkásszállóvá válik.
1621: Edinburgh és Leith fizetik a skót nem borból származó adó 44%, míg a boradó 66%-át.
1624: Edinburgh-ban ismét pestis járvány pusztít.
1625 körül: A Szabók Csarnoka (Tailor's Hall) megépül a Cowgaten.
1628-1693: Megépül a Heriot Kórház.
1632: Elkezdik a Parlament ház építését, hogy helyet adjon Skócia Parlamentjének
1633: Edinburgh-ban új anglikán egyházmegyét alakítanak ki. I. Károly a Szent Egyed-székesegyházban megrendezett koronázási ünnepségével, mely az anglikán rítus szerint történt, magára haragítja a presbiteriánusokat.
1636: A presbiteriánus Tron templom építésének kezdete. A város lakossága 30 000 körüli.
1637: I. Károly törekvése, hogy a skótokra erőltesse az anglikán imakönyvet lázongáshoz vezet. A presbiteriánusok kérvényt intéznek a királyhoz, hogy távolítsa el a püspököket a Skót Titkos Tanácsból.
1639: A presbiteriánus egyház glasgow-i határozatai tiltakoznak az anglikán imakönyv bevezetése ellen, visszautasítják a püspökség intézményét.
1640: Elkészül a Parliament House.
1641: Sir Robert Sibbald születése, aki később neves földrajztudós lett.
1642 vagy 1645: A Mary King's Close-t (Mary King sikátora) elhagyják utolsó lakói.
1644: Újabb pestis a városban.
1645: A járvány miatt a Városi Tanács betilt minden ünnepséget és társasági eseményt, kivéve a temetést és esküvőt.
1647: Rothiemay megrajzolja a város jól ismert térképét. A Tron templom építésének befejezése.
1649: A nonkonformisták (Covenanters) kivégzik a királypárti George Gordont, Huntly 2. márkiját.
1650: James Grahamet, Montrose 1. márkiját felakasztják, a vár Oliver Cromwell embereinek a kezére jut. James Colquhoun megépíti az egyik első tűzoltókocsi típust, egyet Edinburgh-nak, egyet Glasgow-nak. A Holyroodhouse-palota nagy része egy tűzvészben elpusztul.
1650-es évek: Új templom épül a Canongate-en.
1652: A Londonnal történő kapcsolat biztosítására kocsijáratot indítanak. Az út teljes ideje tizennégy nap.
1653: Angol csapatok törnek be a Skót Presbiteriánus Egyház általános közgyűlésére.
1657 körül: Edinburgh beszerez egy tűzoltókocsit.
1660: A Birtokkezelő Bizottság visszaszerzi hatalmát Skócia fölött.
1661: Thomas Sydserf kiadja az első skóciai újságot. Archibald Campbellt, Argyll grófját kivégzik.
1663: Az egykori nonkonformista Archibald Johnstont kivégzik.
1667: A Skót Titkos Tanács felhatalmazza a nemeseket, hogy a skót felföldön tartsanak rendet.
1670: A víz a városi vízvezetékbe a Comiston Springs-i forrásból érkezik.
1670-es évek: A vágóhíd a Grassmarketről Dalkeith-be költözik.
1671: John Law születése – ő alapította a Francia Nemzeti Bankot.
1675: Robert Sibbald társalapítója a holyroodi medikus kertnek.
1677: A városban megnyílik az első kávéház.
1678: Az első postakocsi járat Glasgow-ba.
1679: A nonkonformisták végleges veresége a Bothwell hídnál. 1000 nonkonformistát szörnyű körülmények közé zárnak be a Greyfriars Kirk temetőjébe (Greyfriars Kirkyard). Üldöztetésük irányítója Sir George Mackenzie főügyész volt, aki kiérdemelte a "véres Mackenzie" (scotsul: "Bluidy Mackenzie") nevet.
1681: Robert Sibbald megalapítja a Királyi Orvosi Főiskolát (Royal College of Physicians), amelynek támogatója York hercege lesz. James Dalrymple, Stair első várgrófja megjelenteti a skót jogról szóló munkáját.
1682: Sir George Mackenzie megalapítja az Ügyészkönyvtárat (Advocate's Library), mely a Skót Nemzeti Könyvtár (National Library of Scotland) elődje.
1688: A kancellár elmenekülésével a királyi hatalom megszűnik.
1690-es évek: Az ügyvédeknek nagyobb a vagyonuk, mint a kereskedőknek és a kézműveseknek együttvéve. A lakosság több mint 20%-a az iparban dolgozik.
1694: Több iskolázott ember van a városban, mint kereskedő. Összesen a városban 200 jogász (ügyvéd vagy ügyész), 24 sebész és 33 orvos van. További foglalkozások: sörárus, hóhér, királyi trombitás, pecsétőr. A nemek aránya a városban: 70 férfire jut 100 nő. 5000 cseléd él a városban.
1697: Thomas Aikenheadet istenkáromlás miatt kivégzik.

## 1700-1799
1700: A városban pusztító tűzvészek miatt új, kőből épült házakat emelnek. A városban közelítőleg 60 000 ember lakik.
1702: Az Ügyészkönyvtárat átköltöztetik az Jogi karra, a Parliament House mellé.
1706: A haddingtoni szövők Edinburgh-ban dolgoznak.
1707: Az unió törvény elfogadása, mely Skóciát és Angliát egyesíti. Bár hivatalosan a két királyság egyenrangú, a valóságban Anglia teljes körű dominanciája érvényesül, Edinburgh szerepe pedig visszaesik.
1711: David Hume filozófus születése.
1713: Az Edinburgh-ba vezető utakat vámsorompóval látják el.
1715: A jakobitáknak nem sikerül bevenniük a várat.
1718: Az Edinburgh Evening Courant újság alapítása.
1720-as évek: Daniel Defoe dicséri a Royal Mile-t (Királyi Mérföld), mely Edinburgh főutcája (ennek felső része a High Street, alsó része pedig a Canongate), becsmérli a Vámház börtönt, ír a kereskedőkről.
1722: A Signet Könyvtár alapítása.
1726: Az első vándorkönyvtár alapítása. James Hutton geológus születése.
1733: Megszületik Alexander Munro, a nyirokrendszer és az idegrendszer felfedezője.
1735: Megnyílik a Cramond melletti Bruntsfield golfpálya, valamint megalakul a Polgárok Királyi Golftársasága (Royal Burgess Golfing Society).
1736: Megalakul az Edinburgh-i Királyi Kórház. A városi csőcselék lázadása a városban, mely azért tör ki, mert a városőrség kapitánya, John Porteous akasztásra ítélte a népszerű csempészt, Andrew Wilsont. A kezdetben békés demonstrációba a kapitány parancsára belelőnek, és kilenc ember hal meg. Ezért a kapitányt is halálra ítélik, azonban a királyi felmentő ítélet hatására a városi polgárok betörnek a Vámház börtönbe, kihozzák a kapitányt és felakasztják.
1737: Egy felkelés elűzi a város világi vezetőjét, a lordprépostot (Lord Provost).
1738: Edinburgh-ra mint a világ vezető orvosi központjára hivatkoznak. A George Watson Főiskola alapítása.
1739: A The Scots Magazine első számának megjelenése.
1740: Négy nyomda működik a városban. James Boswell életrajzíró születése.
1744: Az első lakások építése a Fountainbridge-en.
1745: Bonnie Prince Charlie (Csinos Károly herceg”) elfoglalja a várost.
1746: A Brit Ruhagyár alapítása.
1747: Színházat alapítanak a Playhouse sikátorban a Canongate-en.
1749: Rendszeres postakocsijárat Glasgow-ba.
1750: Kötélgyár alapítása a városban.
1751: Egy vizsgálat rámutat az Óváros épületeinek pusztulására.
1752: Javaslat új házak és hidak építésére.
1753: Rendszeres, két hétig tartó postakocsijárat indul Londonba.
1757-1770: Ruhagyár a Canongate-en.
1758: Rendszeres, egy hétig tartó postakocsijárat indul Newcastle-ba.
1760: Az első iskola megnyitása süketek számára.
1761: A Bruntsfield Golfszövetség alapítása.
1763: Az Északi híd tervezése Robert Adam által. Négylovas kocsi indítása Glasgow-ba, háromszor egy héten.
1765: A glasgow-i lovaskocsi naponta közlekedik.
1766: Az edinburgh-i Újváros tervezésére kiírt pályázatot James Craig nyeri meg.
1767: Az Újváros építésének kezdete.
1770: A Brit Ruhagyár banki szférában kezd vállalkozni. A Heriot Sörgyár alapítása.
1770-es évek: A városban 27 nyomda működik.
1771: Sir Walter Scott születése.
1772: Az Északi híd építésének a vége.
1773 vagy 1777: A világ első postai bélyegének, a Penny Blacknek a megjelenése.
1775: Címtár készül a város bordélyházairól és prostituáltjairól. Edinburgh becsült népessége 57,000.
1777: 8 legális és 400 illegális szeszfőzde van a városban.
1781: Megnyílik a The Mound, mely az egykori Nor' Loch (Északi-tó), a mai Princes Street Gardens fölött ível át, és köti így össze Edinburgh Ó- és Újvárosát.
1782: A választási rendszer kritikája Thomas McGrugar által.
1785-1786: Kőhíd épül a Stockbridge városrészben.
1786-1788: Megépül a Déli híd.
1788: William Brodie-t, akiről Robert Louis Stevenson Dr. Jekyll és Mr. Hyde-ot mintázta, kivégzik. Rablások sorozatát tervelte ki és hajtotta végre bandájával Edinburgh-ban. Az Edinburgh-i Egyetem öreg épületének alapkő letétele.
1793: A huntershilli Thomas Muirt, aki a francia forradalom eszményeinek lelkes követője, letartóztatják és elítélik.
1794: Robert Wattot, az egykori kémet halálra ítélik.
1799: A város vízfogyasztása napi 3 millió liter.

## 1800-1899
1800: A Charlotte Square építése befejeződik. A Canongaten megépül a Stein sörgyár.
1800 körül: Megalapítják az Antik Nemzeti Múzeumot.
1802: Megjelenik az Edinburgh Review, mely irodalmi kritikákat is közöl.
1802-1806: A Bank of Scotland igazgatósági épületének építése.
1803: Dorothy Wordsworth megszáll a „White Hart” (Fehér Szarvasbika) fogadóban a Grassmarketen.
1814: Egy tiltakozó gyűlés a nyugat-indiai rabszolgaság ellen. Napi két kocsijárat közlekedik Stirlingbe.
1816-1819: A Regent Bridge (Régens-híd) megépülése.
1817: A városban bevezetik a világítógázt. A régi Vámház börtönt a Waterloo Place-en lebontják.
1818: Az Unió kanális építésének a kezdete. A Calton Hillen megépül a csillagvizsgáló az edinburgh-i Csillagvizsgáló Intézet számára.
1819: Glasgow és Edinburgh között napi öt kocsi jár.
1820: Tüntetés Karolina királyné támogatására, akitől IV. György király megpróbált elválni.
1822: IV. György király meglátogatja Edinburgh-t, és kiltet viselve jelenik meg a nyilvánosság előtt. Az első Felföldi és Mezőgazdasági Bemutató.
1823: A Bannatyne Club megalapítása, mely ritka, skót vonatkozású kiadványokat adott ki.
1824: Az edinburgh-i tűzvészben igen sok épület elpusztul.
1825: Nyolc postakocsi és 50 más lovaskocsi hagyja el Edinburgh-t mindennap.
1826: Megalakul a Skót Királyi Akadémia.
1828: Burke perének kezdete a legendás Burke és Hare gyilkos-párosból.
1829: Burke-öt felakasztják.
1831: Megnyílik a városba vezető első vasút Edinburgh és Dalkeith között.
1832: A városban kolerajárvány tombol. A The Scotsman újság egyesül a Caledonian Mercury-vel.
1833: A város csődbe megy a leithi kikötő fejlesztése miatt.
1835: Az edinburgh-i Újváros építésének a befejezése. Az Óváros nyomornegyed lesz.
1836: Megnyílik a Royal Institution, melynek tervezője William Playfair.
1840: A Canongaten jelentősen bővül a Barnard's sörgyár.
1841-1851: Megépül a Donaldson's kórház a siketek számára.
1842: Megnyílik az Edinburgh–Glasgow közti vasút.
1843: A Skót Presbiteriánus Egyház szakadása.
1844-1846: A Scott emlékmű megépítése.
1846: Az Észak-Brit Vasút megalapítása.
1847: Alexander Graham Bell születése a városban. Edinburgh lakosságának fele részt vesz Thomas Chalmers temetésén.
1850: A Skót Nemzeti Képtár alapkövének letétele. A Holyrood sörgyár bővítése.
1851: Megnyílik a Brit Ruhagyár igazgatósága a St. Andrews Square-en.
1853: Az Edinburgh-i Kereskedelmi Tanács (Edinburgh Trades Council) megalapítása.
1856: Canongate (kanonokkapu) városa Edinburgh része lesz.
1859: A Skót Nemzeti Képtár megnyitása.
1860: A Bank of Scotlandnak 43 fiókja van.
1861: Az Edinburgh-i Egyetem mögött Ipari Múzeum nyílik, mely ma a Királyi Múzeum.
1864-1870: A Bank of Scotland Szent András téri igazgatóságának kibővítése és átépítése.
1867: A skót nőmozgalom (Scottish Women’s Suffrage Society) első gyűlése.
1869: Sophia Jex-Blake lesz az első női orvostanhallgató.
1870: Megnyílik a Fettes College.
1870-1879: A Királyi Kórház (Royal Infirmary) új épületeinek megnyitása.
1872: A Watt Intézet és a Művészeti Iskola építésének a kezdete.
1875: Egy tűzvészben elpusztul a Királyi Színház (Royal Theatre). A Bankintézet alapítása. A Cockburn Association (Edinburgh-i Civil Építészszövetség) megalapítása.
1881: A régi Dean malmokat szeszgyárrá építik át.
1882: Az erőteljes téli szelek miatt a város élete megbénul.
1885: A Watt Intézet és a Művészeti Iskola egyesül a George Heriot iskolával és megalakul a Heriot-Watt Főiskola
1889: A városban földrengés van. Charles Parnell a városnak adományozza a Szabadság városa címet.
1890: Nyilvános könyvtár nyílik.
1892: A Drybroughs’ sörgyár Craigmillarba költözik. A McVitie's kitalálja a ‘digestive biscuits’ nevű terméket (emésztést segítő keksz).
1896-1900: Robert Younger megépíti az Abbey sörözőt.

## 1900-1999
1900: Stockbridge városrészben könyvtár és közösségi terem épül. Alistair Sim színész születése.
1901: Az Edinburgh-i Egyetem először vesz fel skót történelem professzort. A Királyi Középiskolának 350 diákja van.
1902: Megépül Edinburgh főpályaudvara, a Waverley Állomás, melynek teljes területe 70 000 négyzetméter. A North British Hotel is megépül.
1905: A Moray-ház a Canongaten egy tanári gyakorlóház lesz.
1905-1906: A Tollcrosson megépül a King’s Theatre.
1907: Elkezdődik az Edinburgh-i Művészeti Főiskola építése.
1910: Az első villamos útjára indul Edinburgh-ban. A Bank of Scotlandnak 169 fiókja van.
1911: Megnyílik a Palladium mozi.
1911-1914: Megépül az Usher Hall.
1912: Megnyílik a La Scala mozi.
1916: A Bank of Scotland első női alkalmazottja.
1916-1918: A Brown Brothers harckocsikat kezd gyártani Edinburgh-ban.
1920: Leithet egyesítik Edinburgh-val.
1921: A Garrick Színház leég.
1923: Az utolsó kötéllel húzott villamos a városban.
1925: A Skót Nemzeti Könyvtár megalakulása az egykori Ügyészkönyvtárból.
1928: A Flying Scotsman (repülő skót) gyors vasúti összeköttetést létesít Londonnal. A város első közlekedési lámpái a Broughton Street-en.
1932: A George Watson Főiskola Morningside-ra (reggeli oldal) költözik.
1932-1935: Edinburgh-ban van a BBC Scotland igazgatósága.
1936: Edinburgh házainak 17% túlzsúfolt.
1939: A Bank of Scotlandnak 266 fiókja van, megépül a Edinburgh Savings Bank igazgatósága.
1943: Megalakul a North of Scotland Hydro-Electric Board, melynek székhelye Edinburgh-ban van.
1946: A telefonhálózat fejlesztése következtében a készülék bekötése az egész városban lehetséges.
1946-1947: A városi villamos havonta 16 millió lakost szállít.
1947: Útjára indul az Edinburgh-i Nemzetközi Fesztivál néven futó zenei, képzőművészeti, színházi és mozi fesztivál, melyet ma legtöbben Fringe néven ismernek, ez azonban a teljes fesztiválnak csak egy része. A Canongate megújítása.
1949: Az Abercrombie-terv városi körgyűrű és elkerülő gyűrű kialakítását javasolja.
1950: Leépítik az edinburgh-i villamos hálózatot.
1952: Bank of Scotland átveszi a Union Bank of Scotlandet, és így 453 fiókja lesz.
1956: Az Edinburgh-i Villamos Kft. az utolsó villamost november 16-án indítja.
1959: Az Óváros lakossága 2000-re csökken.
1960: Infirmary Street-i fürdők egy tűzvész során megsérülnek.
1963: Az „Evening Despatch” és az „Edinburgh Evening News” újságok egyesülnek. A Birodalmi Színház (Empire Theatre) bingo szerencsejátékház lesz.
1965: A Princes Street-i vasútállomás megszűnik.
1966: A Heriot-Watt Főiskola egyetemi címet kap.
1968: A Palladium Színház megyszűnik és diszkó lesz belőle.
1968-1969: A Royal Bank of Scotland átveszi a National Commercial Bank of Scotlandot.
1969: A Bank of Scotland magába olvasztja a British Linen Bankot.
1970: A Nemzetközösségi Játékokat a városban rendezik. Megépül a Szent Jakab-üzletközpont (St James’ Centre), az új Szent András-házzal együtt.
1971: Tom Farmer megalapítja a Kwik-Fit autószerelő láncolatot.
1972: Egy ifjúsági szálló nyílik az Eglington Crescentben. A Bell malmok egy robbanásban elpusztulnak.
1974: David Murray megalapítja a Murray International Metals céget.
1975: A helyi önkormányzat átszervezésével megalakul a Lothiani Regionális Tanács és Edinburgh Város Kerületi Tanácsa. Kirklinston és South Queensferry a város részei lesznek.
1976: Új Fountain Sörgyár épül a Scottish & Newcastle vállalkozásában.
1980: Debenhams üzlet nyílik a Princes Street-i üzletközpontban.
1980-as évek: Az Óváros házainak felújítása következtében ismét nő a városrész lakossága.
1981: A Royal Insurance Group (Királyi Biztosítási Csoport) igazgatósága Glasgow-ba teszi székhelyét.
1985: A város lakossága 440 000. Az Edinburgh-i Egyetemen parapszichológiai tanszék alakul.
1986: A 13. Nemzetközösségi Játékokat a városban rendezik.
1989: A Skót Nemzeti Galéria felújítása.
1990: Az Edinburgh-i vár az első, a Holyroodhouse-palota pedig a nyolcadik leglátogatottabb fizetett skót turista látványosság.
1996: Létrehozzák a Edinburgh Város Tanácsát, mely az egykori Kerületi és Regionális Tanácsok helyébe lép. Az Infirmary Street-i fürdőket bezárják.
1998: Megépül a Museum of Scotland.
1999: A királynő megnyitja a Skót Parlamentet.

## 2000-2006
2004: A Skót Parlament Épületének átadása
2009: A legnagyobb klán találkozó (Gathering) a "skóciai hazatérés" (Homecoming) alkalmával.

## Lásd még
- Edinburgh
- Edinburgh története
- Skócia
- Skócia története

## Külső hivatkozások
- A British History Online Edinburghra vonatkozó részei

## Fordítás
- Ez a szócikk részben vagy egészben  a   Timeline of Edinburgh history című angol Wikipédia-szócikk ezen változatának fordításán alapul.  Az eredeti cikk szerkesztőit annak laptörténete sorolja fel. Ez a jelzés csupán a megfogalmazás eredetét és a szerzői jogokat jelzi, nem szolgál a cikkben szereplő információk forrásmegjelöléseként.